# Sergio Panunzio
Sergio Panunzio (* 20. Juli 1886 in Molfetta (BA); † 8. Oktober 1944 in Rom) war ein italienischer Universitätsdozent, Jurist und Publizist. Bekannt wurde er vor allem als Theoretiker des Syndikalismus, welcher nach 1922 einen wichtigen Teil der faschistischen Staatslehre entwickelte.

## Herkunft und Ausbildung
Panunzio wurde in eine bürgerliche Familie hineingeboren und studierte in Neapel, wo er 1908 an der juristischen Fakultät und 1911 an der philosophischen Fakultät promovierte.

## Werke
- Allgemeine Theorie des faschistischen Staates. De Gruyter, Berlin/Leipzig 1934. Originaltitel Teoria Generale Dello Stato Fascista, Übersetzung von Harald Fick.